# Mertensia paniculata
Mertensia paniculata är en strävbladig växtart som först beskrevs av William Aiton, och fick sitt nu gällande namn av George Don jr. Mertensia paniculata ingår i släktet fjärvor, och familjen strävbladiga växter.

## Underarter
Arten delas in i följande underarter:
- M. p. alaskana
- M. p. borealis
- M. p. eastwoodiae

## Bildgalleri

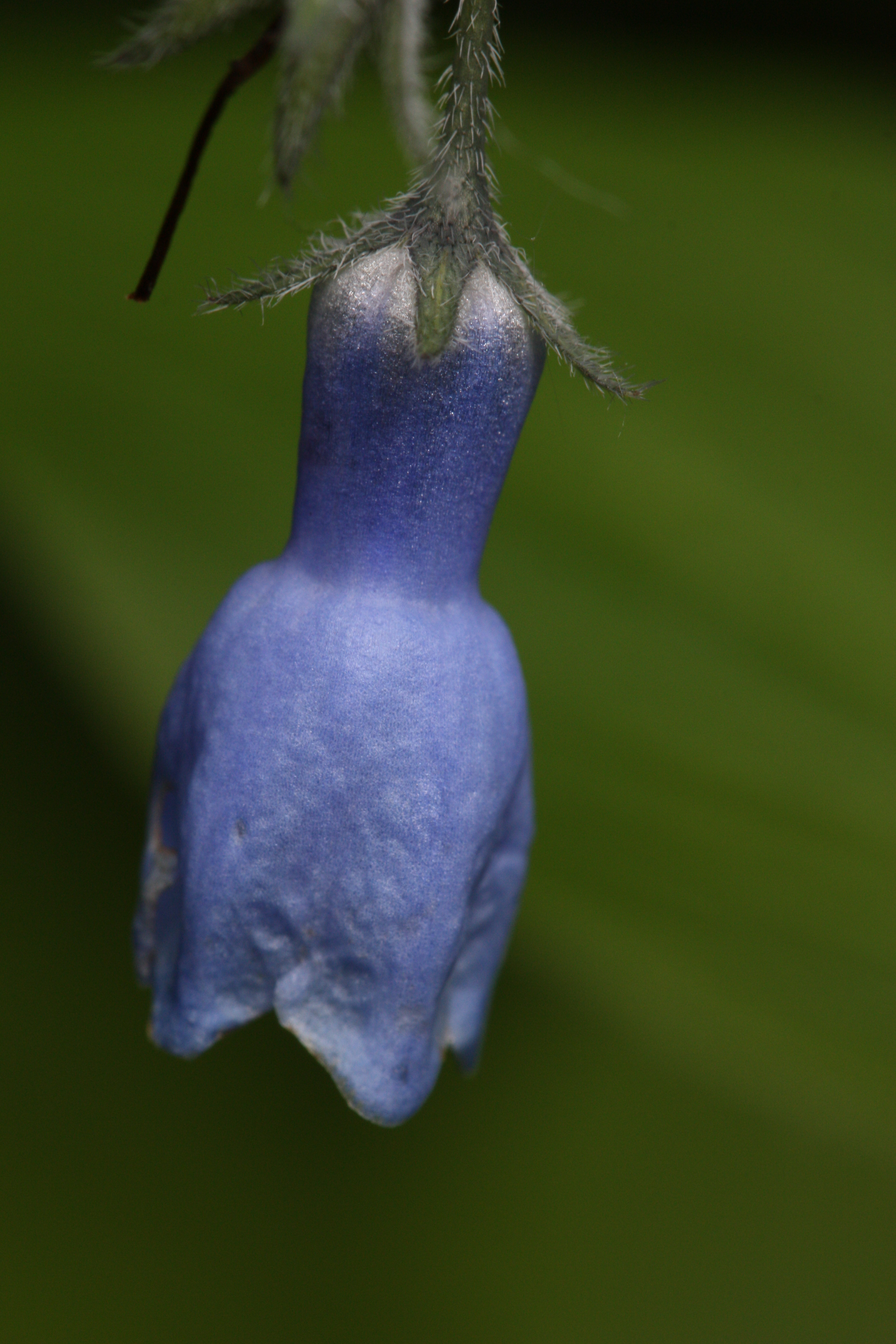
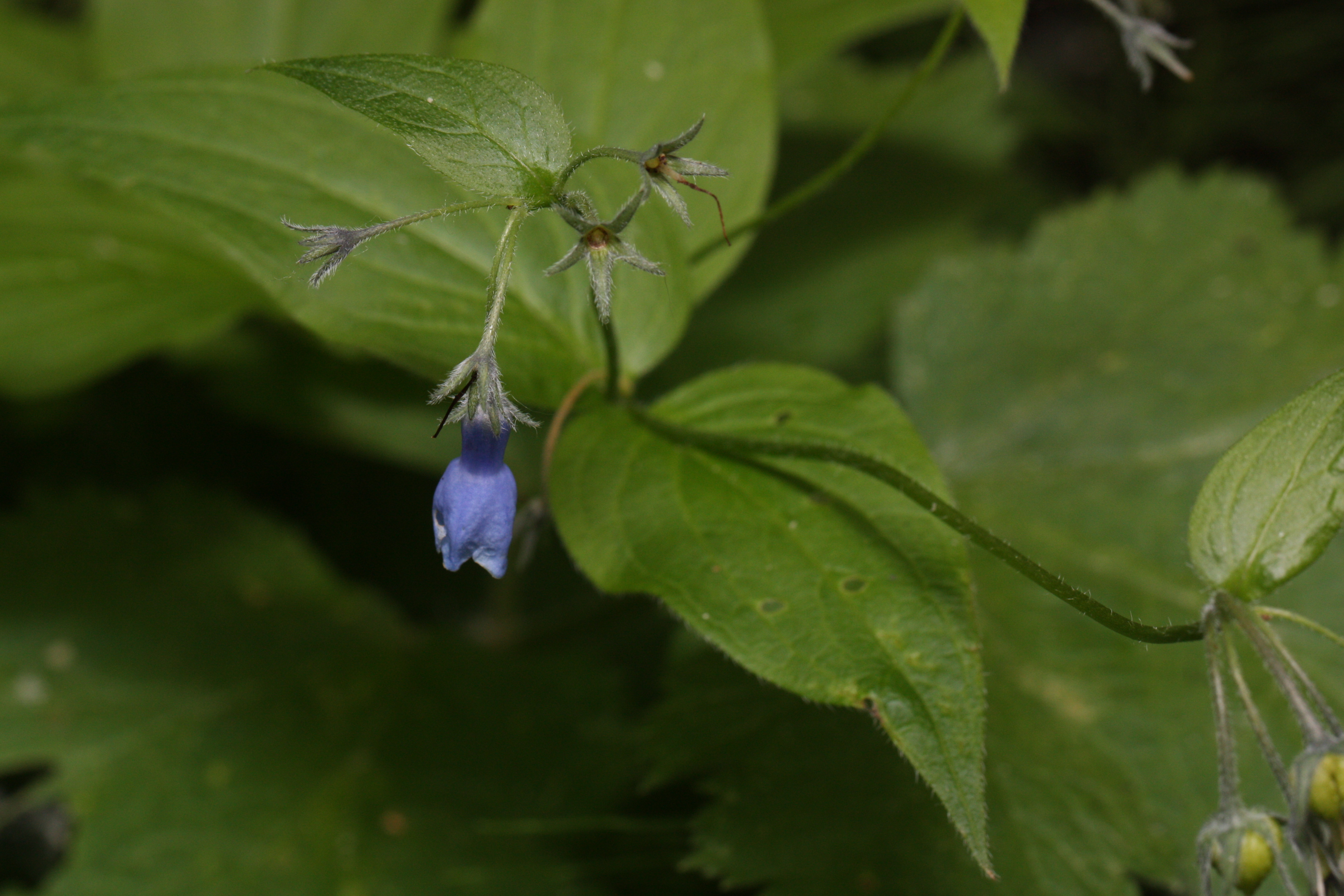
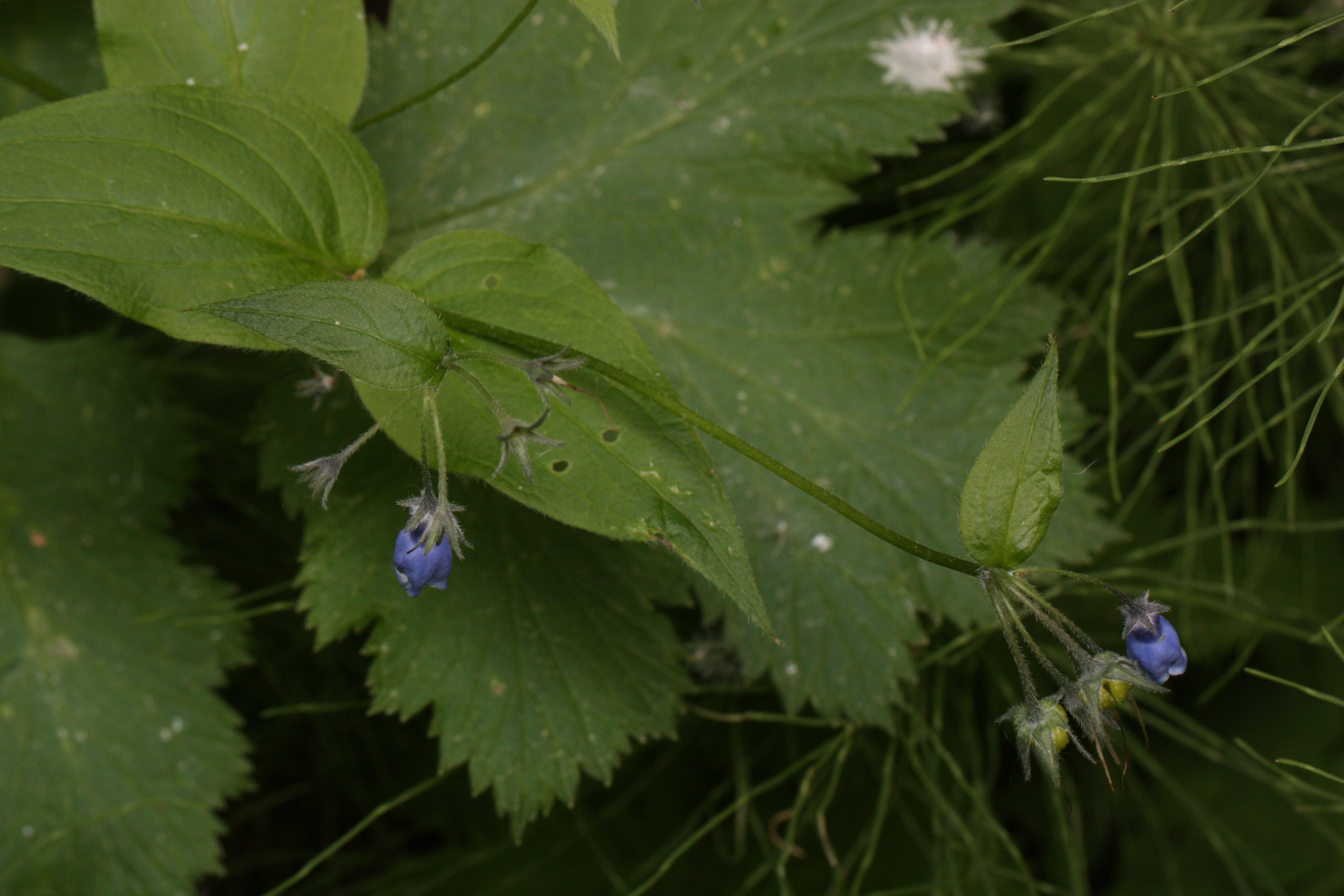
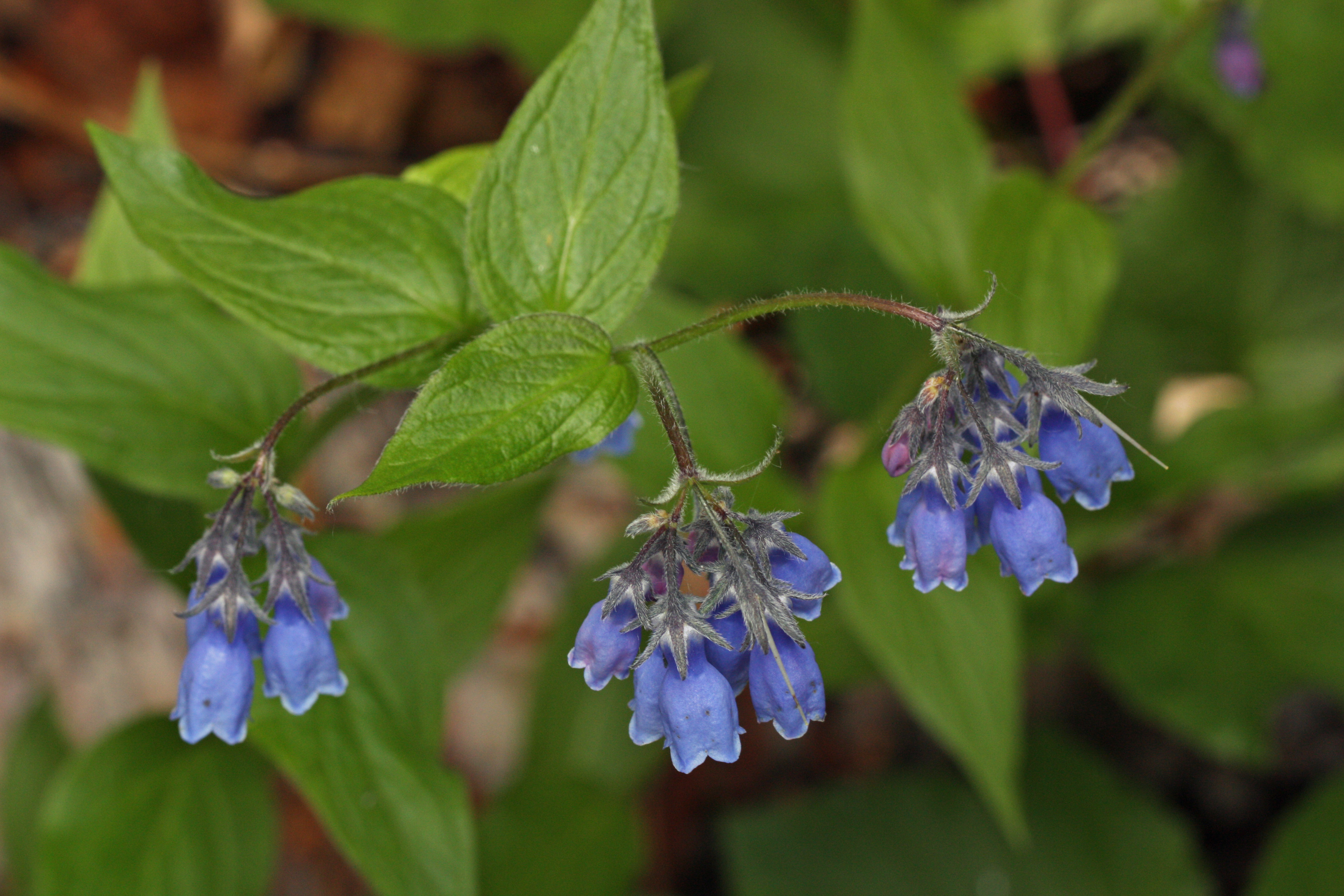
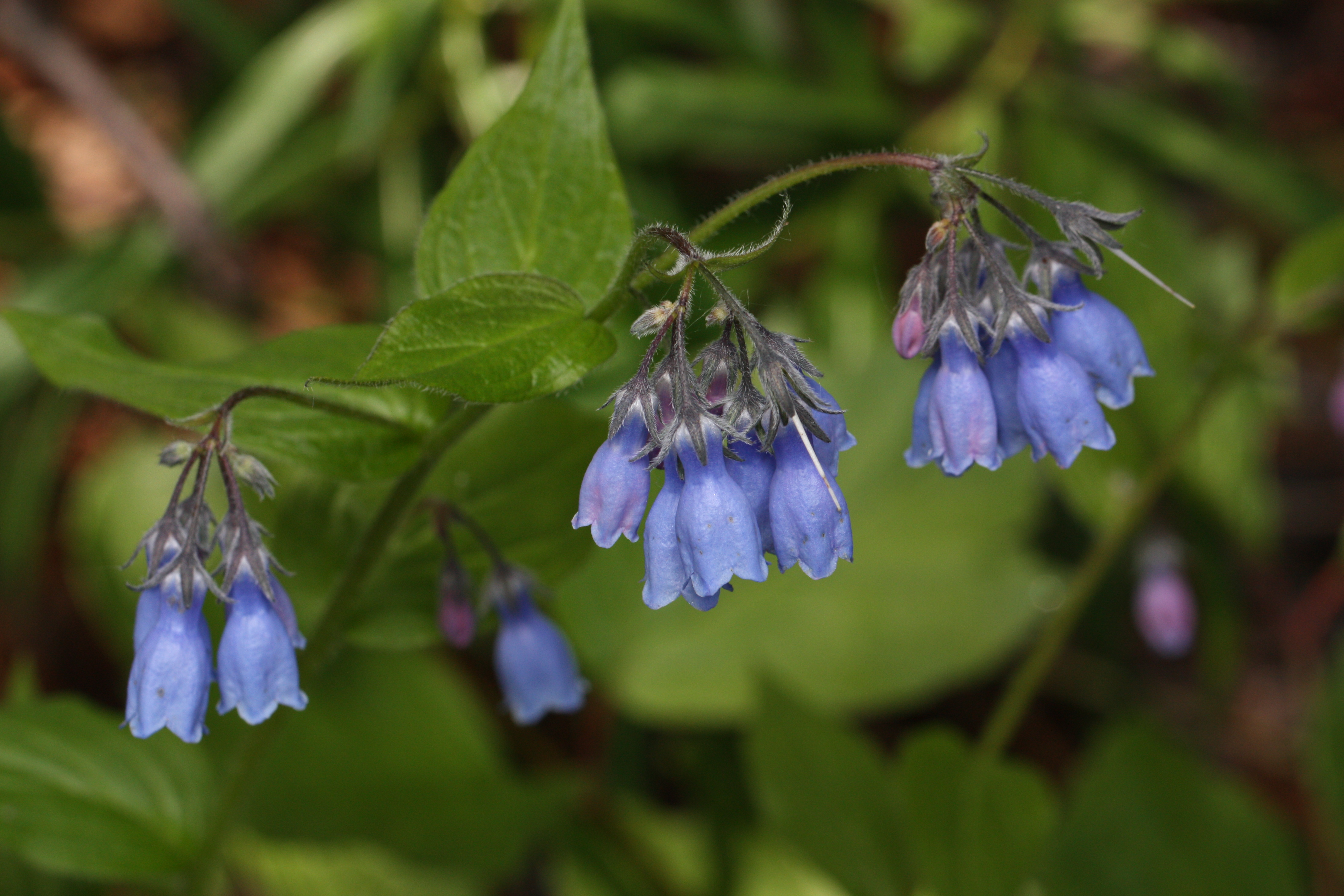
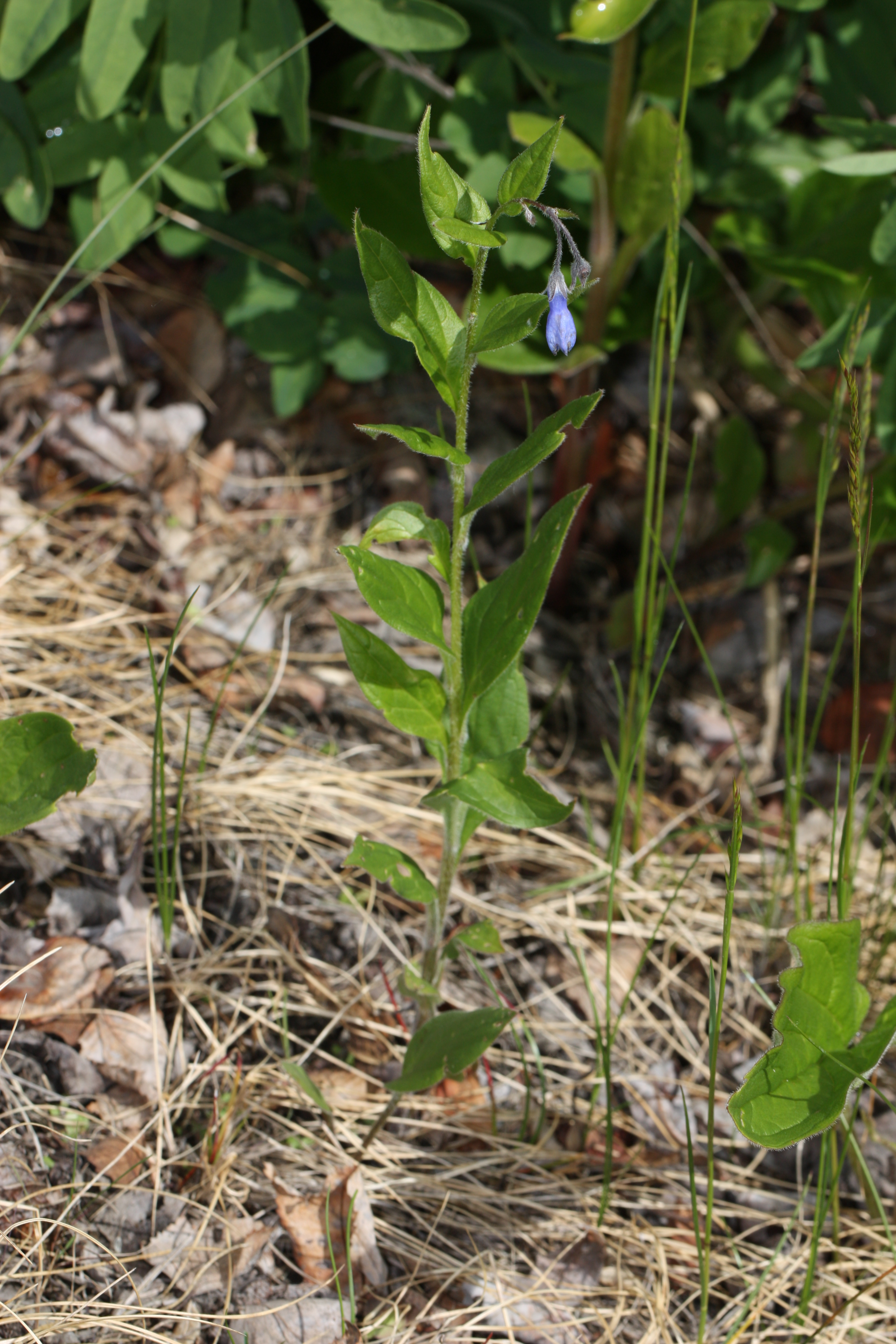